# Ouahigouya
Ouahigouya este un oraș din provincia Yatenga, Burkina Faso.